# Orchesia picta
Orchesia picta is een keversoort uit de familie zwamspartelkevers (Melandryidae). De wetenschappelijke naam van de soort werd in 1851 gepubliceerd door Antoine Joseph Jean Solier.